# متين جوناي
حقي متين غوناي (مواليد 26 يناير 1963) مخرج تركي.
أشهر أعماله هي قلب شجاع (1998) و Ekmek Teknesi (2002) وقيامة أرطغرل (2014)
والمؤسس عثمان. تخرج في جامعة يلدز التقنية وأخرج حتى الآن 12 مسلسلًا مع بعض الأفلام. بينما لعب غوناي دور البطولة ممثلًا في مسلسل تلفزيوني.

## فيلموغرافيا
مخرج
- المغتربين ، 1996
- حياة الملك 1996
- ساعات ساخنة ، 1998
- قلب شجاع ، 1999
- قارب الخبز ، 2002
- لؤلؤة المدينة 2003
- المرايا ، 2004
- الحديقة العاصفة ، 2005
- عائلتان ، 2006
- قبضة النمر ، 2007-2008
- حكاية الزمن الماضي ، 2011
- قيامة ارطغرل 2014-2019
- المؤسس عثمان ، 2019-

منتج
- الكاذب يو (المنسق العام) ، 2009

ممثل
- فتح الأبواب 1992

مدير فني
- حرب العصابات ، 1994

فريق الإنتاج
- رحلة حب يونس أمره ، 2015

فريق الإخراج
- حرب العصابات (مساعد مخرج) 1994
- سوبر داد ، 1993